# Porpora Marcasciano
Porpora Marcasciano est une sociologue, écrivaine et militante transgenre italienne. Elle est actuellement présidente du MIT (Movimento Identità Trans, le plus ancien mouvement trans en Italie) et membre élue du conseil municipal de Bologne. À travers ses combats d'activiste et ses livres, elle aborde plusieurs questions, telles que le droit à l'identification, le droit à l'éducation et à l'emploi, les droits à la santé de la communauté LGBT+ (y compris la formation des médecins), les abus sociaux et des forces de l'ordre envers les personnes transgenres, ainsi que les conditions de détention en prison.
Lors des élections à Bologne, elle a été victime de deadnaming et obligée de se présenter aux élections sous son nom de naissance : Egisto.

## Biographie
Porpora Marcasciano participe à la fondation du MIT dans les années 1970. En 1983, elle obtient une licence en sociologie à l'Université La Sapienza à Rome.
Depuis 1997, elle coordonne le projet de réduction des risques dans le domaine de la prostitution à Bologne.
Depuis 2008, elle dirige le festival Divergenti consacré au cinéma transgenre.
En 2015, elle publie AntoloGaia, livre autobiographique dans lequel elle raconte ses souvenirs des années 1970 et de l'histoire des mouvements LGBT. Elle y parle également de son enfance et de la prise en conscience de son identité de genre,.
En décembre 2015, elle reçoit en même temps que Daniela Tomasino le prix Human Rights Defender décerné par Amnesty International, pour son engagement dans le mouvement LGBT italien et sa dénonciation des discriminations envers les personnes trans.
En 2021, elle est élue conseillère municipale à Bologne.
En 2022, elle joue dans le film Le favolose de Roberta Torre.
En 2022, le Musée d'art moderne de Bologne (it)(Mambo) accueille l'exposition « Non sono dove mi cercate. Porpora Marcasciano, il movimento, dall’underground al queer al Mit » (« Je ne suis pas là où vous me cherchez. Porpora Marcasciano, le mouvement, de l'underground au queer et au MIT »), réalisée par Michele Bertolino et consacrée à ses dessins des années 1970-1980.
En 2023 paraît aux éditions Nero Porpora, livre de photographies de Porpora Marcasciano prises par Lina Pallotta depuis les années 1990. Ces photos font également l'objet d'une exposition, Volevo vedermi negli occhi, réalisée par Michele Bertolino et Elena Magini au centre Pecci à Prato.
En 2023, elle reçoit le prix Rainbow Awards.

## Œuvres littéraires et théâtrales
- Favolose narranti. Storie di transessuali, Manifestolibri, 2008
- AntoloGaia. Vivere sognando e non sognare di vivere: i miei anni Settanta, éditions Alegre, 2015
- Il Sogno e l'Utopia. Biografia di una generazione, de et avec Porpora Marcasciano, mise en scène de Simone Cangelosi, 2016
- Aurora delle trans cattive. Storie, sguardi e vissuti della mia generazione transgender, éditions Alegre, 2018
- Transformare l'organizzazione dei luoghi di detenzione. Persone transgender e gender nonconforming tra diritti e identità, Editoriale Scientifica, 2018
- Tra le rose e le viole. La storia e le storie di transessuali e travestiti, éditions Alegre, 2020

- AntoloGaia* a reçu des critiques positives pour sa représentation authentique des expériences trans et ses contributions à l'histoire LGBTQ+ en Italie. Les critiques ont loué son exploration du genre, de l'identité personnelle et du contexte socio-politique de l'époque. Les soutiens notables incluent :

- "Cette mémoire trans de Porpora Marcasciano... ne pouvait pas arriver à un meilleur moment." — Bernadette Wegenstein, coéditrice de *Radical Equalities and Global Feminist Filmmaking: An Anthology*.

- "La mémoire électrisante de Porpora Marcasciano est une partie précieuse de l'histoire trans." — Diana Goetsch, auteure de *This Body I Wore: A Memoir*[12].